# دراکنشتاین
دراکنشتاین (به آلمانی: Drackenstein) یک شهر در آلمان است که در گوپینگن واقع شده‌است. دراکنشتاین ۴۳۱ نفر جمعیت دارد.